# Carl Benedict Mesterton

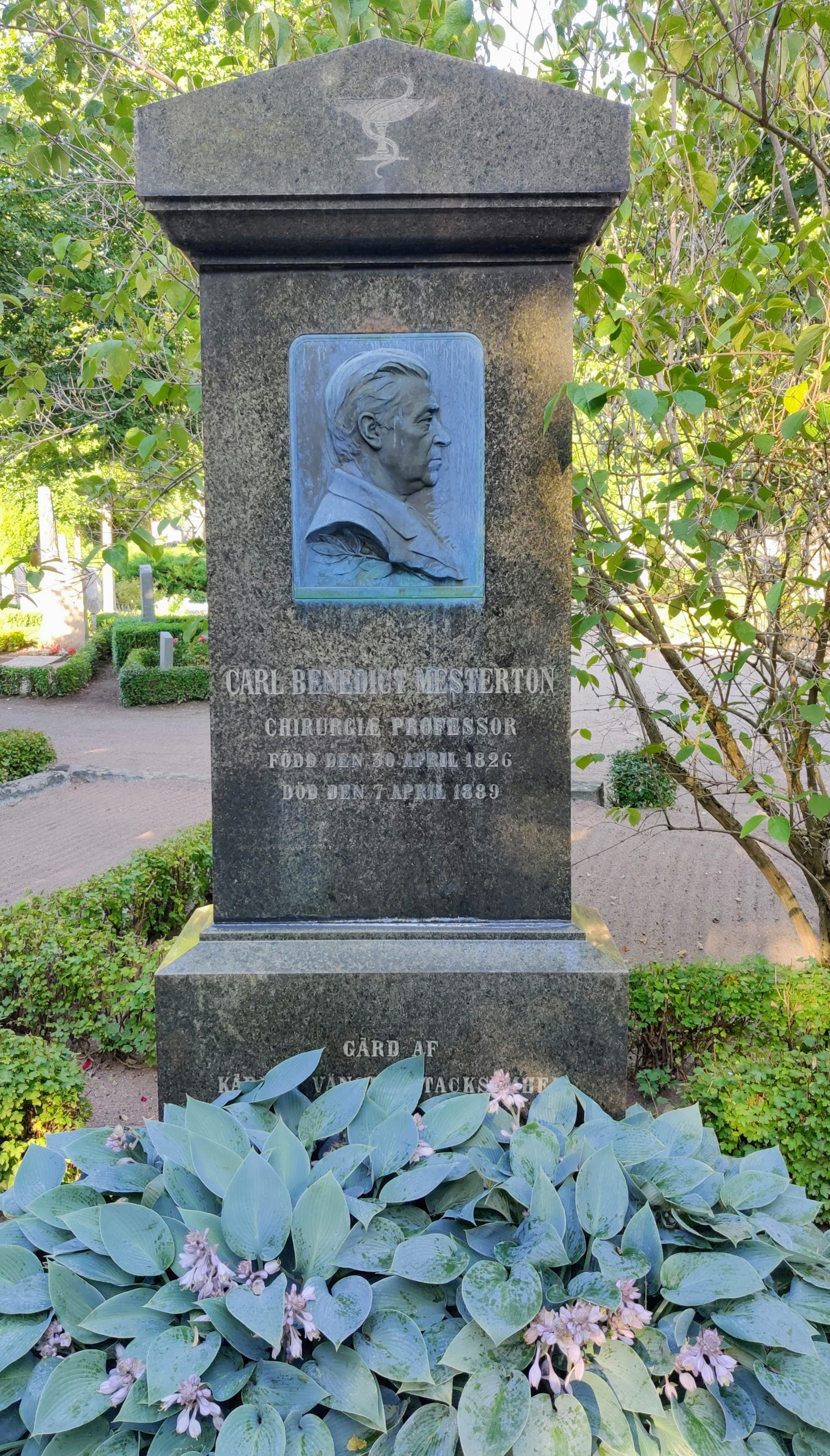
Gravvård på Uppsala gamla kyrkogård.

Carl Benedict Mesterton, född 30 april 1826 i Åbo, död 7 april 1889 i Uppsala, var en finländsk-svensk läkare och akademisk lärare. 
Mesterton flyttade 1843 till Sverige och blev samma år student vid Uppsala universitet. 1854 blev han med.lic., 1855 med.dr. sedan han disputerat på avhandlingen "Om medfödt hjernbråck" och 1856 kirurgie magister. 
År 1856 förordnades Mesterton till docent i  kirurgi vid Uppsala universitet, upprätthöll läsåret 1856–1857 undervisningen i kirurgi och obstetrik där samt utnämndes våren 1857, sedan han utgivit ännu en akademisk avhandling, "Studier i bråckläran", till innehavare av professuren i de ämnena. Vid sidan av sitt lärarkall och sin därmed förenade befattning som överkirurg vid Akademiska sjukhuset och länslasarettet i Uppsala, vilkas gemensamma, år 1867 fullbordade byggnad uppfördes under hans särskilda övervakande, vann Mesterton stort anseende som enskild praktiserande läkare. Kirurgiska polikliniken och barnbördsanstalten i Uppsala inrättades 1859 på hans initiativ. Som ledamot av den samma år tillsatta kommittén för ordnande av den medicinska undervisningen i Sverige propagerade Mesterton mot förslaget om denna undervisnings centraliserande i Stockholm samt utgav 1860 och 1863 två broschyrer i frågan. 
Uppsala universitets årsskrift för 1870 innehåller den av Mesterton författade uppsatsen "Om Nosocomium academicum och den kliniska undervisningen i Upsala" och årgången 1877 innehåller jubelfestskriften "Ett kejsarsnitt". Mesterton var ledamot av Vetenskapssocieteten i Uppsala sedan 1860.
Mesterton är begravd på Uppsala gamla kyrkogård. Han var sonsons son till Carl Mesterton och farfar till Nils Mesterton. Vidare var han farfars far till Robert Mesterton.